# Yves Fromion
Yves Fromion, né le 15 septembre 1941 à Vorly (Cher), est un homme politique français.

## Biographie
Diplômé de l'École spéciale militaire de Saint-Cyr, Yves Fromion est élu député le 1er juin 1997, pour la XIe législature (1997-2002), dans la première circonscription du Cher, face à Roland Hodel. Il est réélu en 2002 et 2007. Il fait partie des groupes RPR puis UMP.
Yves Fromion est également le créateur des « fêtes franco-écossaises » d'Aubigny-sur-Nère.
En 2006, il est chargé d’une mission gouvernementale sur les exportations d'armement de la France et est l'auteur de deux rapports parlementaires sur l'avenir de Giat industries et sur la Recherche au bénéfice de la Défense Nationale.
Yves Fromion a été nommé président de la mission d'information sur l'attentat de Karachi, et dénonce en 2010 de nombreuses « fictions » dans le rapport parlementaire qui stipulait qu'il pourrait  y avoir un rapport entre l'arrêt des versements de commissions au Pakistan et l'attentat de Karachi.
Il soutient Nicolas Sarkozy pour la primaire présidentielle des Républicains de 2016.
En avril 2016, le député se rend en Syrie en compagnie de 6 autres parlementaires français. Une visite que le ministère des Affaires étrangères a recommandé d'annuler,. Puis, le 25 mai 2016, il propose une résolution de Reconnaissance par les Nations unies du génocide perpétré par Daech en Syrie à l'encontre des « populations chrétiennes, yézidies et d'autres minorités religieuses en Syrie et en Irak et de donner compétence à la Cour pénale internationale en vue de poursuivre les criminels » en appelant le gouvernement à saisir l'ONU sur ce point. La résolution est adoptée malgré l'abstention de certains députés selon lesquels la résolution a un caractère sélectif, regrettant qu'elle ne cherche pas à condamner toutes des exactions dirigées contre la population civile, quels que soient leurs auteurs (l'Etat islamique, la Russie ou le régime dictatorial syrien) et quelles que soient les considérations ethniques ou religieuses.

## Parcours professionnel

### Officier d'active: 1961-1978
- 1976-1978 : 1er régiment de parachutistes d'infanterie de marine - Groupement opérationnel.
- 1973-1975 : Cabinet du ministre de la Défense (aide de camp de Robert Galley (1973), Jacques Soufflet (1974) et Yvon Bourges (1975)).
- 1964-1973 : Officier dans l'Arme blindée cavalerie et dans l'Aviation légère de l'armée de terre, pilote d'hélicoptère.
- 1963-1964 : École de cavalerie de Saumur.
- 1961-1963 : École spéciale militaire de Saint-Cyr, promotion no 148 Bir Hakeim.

### Corps préfectoral: 1978-1997
- 1986-1997 : réintégration dans l'administration préfectorale comme directeur général des services de la Ville de Paris[Quoi ?].
- 1983-1986 : en disponibilité du corps préfectoral, chargé de mission au cabinet de Jacques Chirac, Maire de Paris.
- 1980-1983 : chef de cabinet du Préfet de Police de Paris.
- 1978-1980 : sous-préfet, directeur de cabinet du préfet de l'Yonne.

## Anciens mandats
Assemblée nationale
- Député de la 1re circonscription du Cher du 12 mai 1997 au 18 juin 2017. Membre (17 décembre 1998-20 juin 2017) et Vice-Président (27 juin 2002-3 octobre 2005) de la Commission de la Défense nationale et des forces armées. Membre de la Commission des Affaires culturelles, familiales et sociales (13 juin 1997-16 décembre 1998).
- Président de la Commission spéciale chargée de vérifier et d'apurer les comptes (23 janvier 2007-19 juin 2012).

- Président du Groupe d’amitié France-Laos (18 octobre 2002-20 juin 2017).
- Président du Groupe d'études Vol libre et aviation légère (17 juillet 2013-20 juin 2017)[9].

Conseil régional du Centre
- Conseiller régional (17 mars 1986-23 mars 1992)
- Vice-président (23 mars 1992-15 mars 1998)

Syndicat du Pays Cher-Nord
- Président (1996-)

Commune de Charny (Yonne)
- Adjoint au maire (1983-)

Commune de Aubigny-sur-Nère
- Maire (19 mars 1989-26 octobre 2012)[10]